# Дівоча пліва

Типи будови гімену (зліва направо): 1 — нормальний гімен, 2 — бахромчастий чи карункулярний, 3 — кільцеподібний, 4 — двоотвірний, 5 — триотвірний, 6 — решітчастий, 7 — губний чи лабіальний, 8 — дрібноотвірний, 9 — суцільний гімен (hymen imperforatus).

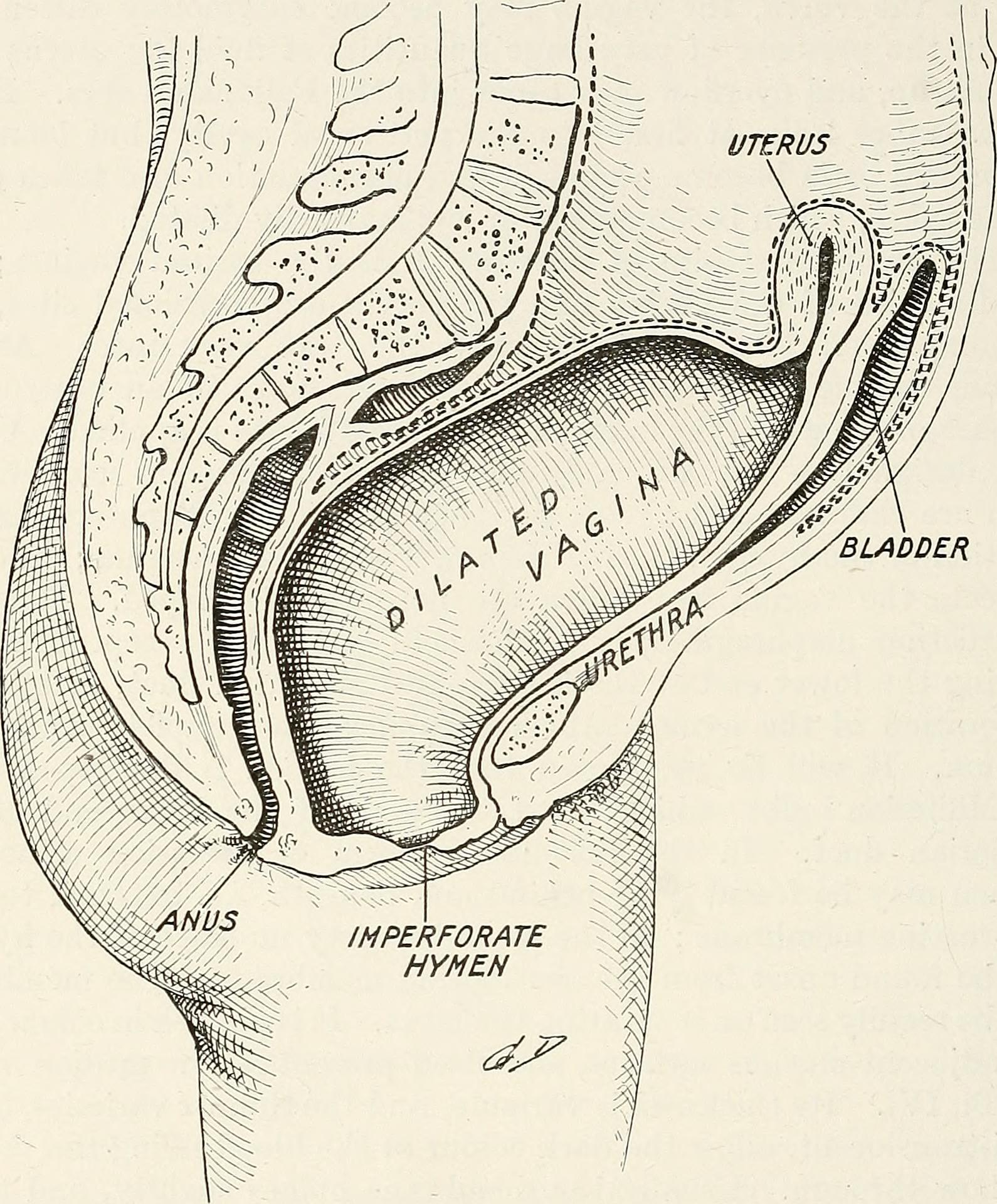
Розширення вагіни при суцільному гімені. Gynaecology for students and practitioners, 1916

Гі́мен (лат. hymen, від дав.-гр. ὑμήν — «шкірка», «перетинка») або вагінальна корона, культурно інтерпретований як діво́ча пліва́ — еластична сполучно-тканинна перетинка, вкрита з обох боків багатошаровим плоским епітелієм, що прикриває вагінальний отвір. Найчастіше має один, іноді кілька отворів, для вагінальних виділень (лубрикації, менструацій, білей). У пубертаті гіменальний отвір може природно розширюватись внаслідок занять фізкультурою, мастурбації, використання тампонів, менструальної чаші, гінекологічних оглядів, травм. При досягненні статевої зрілості гімен стає достатньо еластичним, щоб розтягуватись при статевому акті без травм.
Гімен може пошкоджуватися під час першого вагінального сексу через нестачу прелюдії, природньої лубрикації, недостатньої еластичності гімену, суцільною формою гімену чи насильство. Лише 43 % жінок відзначили наявність кровотечі після першого вагінального сексу, вказуючи, що у більшості жінок гіменальний отвір значно відкритий, щоб запобігти розриву. Біологічна роль гімену лишається нез'ясованою. Припускають, що він є рудиментарним органом, необхідним як бар'єр для інфекції на ранньому етапі життя жіночого організму — адже після дефлорації вагінальна мікрофлора істотно змінюється.

## Форми гімену
Розміри й форма гіменального отвору можуть бути різними. Виділяють кілька типів гімену:
- Півмісячний (hymen semilunaris) — найбільш поширена форма з тонкою ворсинчастою крайкою, розташована у нижній частині вагінального отвору, крізь слизову просвічують кровоносні судини.
- Кільцеподібний (hymen anularis) — форма, схожа з півмісячною, але розташована по всьому колу вагінального отвору. Верхній край видно тільки при повному розведенні статевих губ.
- Бахромчастий або пелюстковий (hymen caruncularis) — має численні складки, які ускладнюють огляд вагіни навіть при достатньому розведенні статевих губ[4].
- У деяких випадках гімен може бути майже суцільним, з кількома дрібними отворами (hymen microperforatus).
- Суцільний гімен у вигляді перетинки, що повністю закриває вагінальний отвір (hymen imperforatus), є небезпечним, оскільки у допубертатному періоді не спричинює незручностей і рідко виявляється, а з початком менструацій виділення не мають змоги природньо покинути організм і накопичуються у вагіні. Розкритя вагінального отвору проводять хірургічним шляхом, роблячи невеликий розріз на гімені.
- Трапляється також вроджена відсутність гімену — аплазія.

## Розвиток та гістологія
Генітальний тракт утворюється протягом ембріогенезу, з третього тижня гестації до третього триместру, і гімен формується після вагіни. На сьомому тижні утворюються уроректальні перегородки, які відділяють пряму кишку від урогенітального синусу. На дев'ятому тижні Мюллерові протоки опускаються вниз, щоб досягнути урогенітального синусу, утворюючи утеровагінальний канал. На дванадцятому тижні Мюллерові протоки зливаються, щоб створити простий утеровагінальний канал. На п'ятому місяці закінчується утворення вагінальних каналів і утворюється гімен внаслідок проліферації синовагінальних цибулин (місце зустрічі Мюллерових проток з урогенітальним синусом). Гімен стає перфорованим до або незадовго після народження.
У гімену відсутня іннервація. У новонароджених, ще під впливом гормонів матері, гімен тонкий, блідо-рожевий, трохи розтягнутий (містить складки та подекуди виступає). Впродовж перших двох (до чотирьох) років життя немовлята продукують гормони, які підтримують цей ефект Отвір їхнього гімену зазвичай округлий (кільцеподібний)..
Після неонатального періоду діаметр гіменального отвору (вимірюється в межах гіменального кільця) розширюється приблизно на 1 мм кожного вікового року.
Гіменальний отвір до пубертату має різні форми, залежно від гормонального стану та активності. Найпоширеніша форма — півмісячна: відсутні тканини в позиції 12-ти годинникової стрілки; смужка тканини у формі півмісяця в позиції від 1-2 до 10-11 годин, в найширшій формі в позиції 6-тої години.
З настанням статевої зрілості, залежно від естрогену та рівня активності, гіменальна тканина може бути тоншою, а отвір зазвичай є бахромою уринального каналу або безладної форми. У ранньому дитячому віці розірваний гімен зазвичай загоюється дуже швидко. У підліток гіменальний отвір може природно розширюватися і варіації у формі та зовнішньому вигляді, внаслідок активних занять спортом, використання тампонів та менструальних чаш, гінекологічних оглядів.
При досягненні статевої зрілості гімен стає дуже еластичним, щоб розтягуватись при статевому акті.
Після пологів у вагінальному отворі зазвичай залишаються тільки рештки гімену, що нагадують миртоподібні сосочки (carunculae myrtiformes).

## Руйнування гімену
Протягом пубертату та після нього гіменальний отвір може природно розширюватись як через розтягування, так і пошкодженням, внаслідок різних причин, зокрема:
- регулярної фізичної активності[2] (як-от заняття спортом, особливо кінним),
- використання тампонів або менструальної чаші,
- мастурбації (введення пальців чи секс-іграшок),
- випадкових ударів вульвою об предмети, та загальних травм тазової області,
- гінекологічних оглядів із розширником (дзеркалом), проведення гінекологічних процедур (абортів, встановлення протизаплідної спіралі, введення інструментів),
- пологів (при виході плоду з родових шляхів), Якщо гімен травмується під час першого статевого акту — це називається дефлорацією. Якщо розрив стається, він супроводжується кровотечею і болем. Зазвичай розрив проходить у радіальному напрямку, утворюючи гіменальні сосочки (carunculae hymenales). Проте симптоми можуть бути й відсутні: у разі достатньої еластичності гімену та гігієни сексуальної взаємодії. В одному з опитувань лише 43 % жінок відзначили наявність кровотечі після першого вагінального сексу, вказуючи, що у більшості жінок гіменальний отвір значно відкритий, щоб попередити розрив[1][2].

## У судовій медицині
Для ретельного вивчення гімену або рівня його руйнації використовують скляний або пластиковий стрижень діаметром 6 мм, що містить кульку на одному кінці, діаметром від 10 до 25 мм — стрижень Ґластера Кіна.
У судовій медицині органи охорони здоров'я рекомендують терапевтові, який омиває геніталії препубертатної дівчини при судмедекспертизі, уникати гімену, обмежуючись протиранням зовнішнього покриву вульви.
При підозрах на зґвалтування та сексуальне насильство над дітьми детальний огляд гімену може бути здійснено, але частіше за все його стан не є переконливим доказом.

## Культура цноти
У багатьох традиційних суспільствах жіноча цнота до шлюбу була неодмінною чеснотою, обов'язок пильнувати яку покладався на батьків дівчини. Перевірка цілісності гімену була важливим елементом шлюбного обряду. Свідоцтвом дівочої цноти вважалася кровотеча після коїтусу, і відповідно сліди крові на білизні (після першої шлюбної ночі) мали її демонструвати.

### Дефлорація
Історично вважалося, що гімен розривається з початком сексуального життя, а саме при дефлорації чи інших формах вагінального сексу. Через це висновки про незайманість жінок та дівчат робили, перевіряючи інтактність та цілісність гімену.
Дефлорація у світовій культурі ритуалізована. На теренах України існував обряд «комори», коли після першої шлюбної ночі нічну сорочку нареченої вивішували на загальний огляд. Якщо на сорочці були сліди крові — дружину славили за цноту до шлюбу, якщо не було — ганили та соромили ритуальними піснями. Для збереження гімену неодружені парубки і дівчата грали у притули.
У деяких народів відомі жертвопринесення, коли також здійснювалась ритуальна дефлорація.
В середньовічній Європі існувало право першої ночі — землевласник чи феодал и мав право на секс із кожною нареченою після шлюбу залежних від нього селян.

### Відновлення гімену
Існують хірургічні операції з відновлення гімену. До них вдаються зазвичай для імітації цноти перед шлюбом у культурах чи родинах, де це цінується. Ця операція є нескладною, але має низку протипоказань.

### Ненадійність у тестуванні цноти
Численні спостереження і медична практика вказують на те, що стан гімену залежить від багатьох чинників (як-от заняття спортом). Крім того, розмір отвору в гімені залежить від м'язового напруження, позиції та техніки обстеження. Тест на цілісність гімену також не може бути використаний як доказ сексуального злочину, адже після зґвалтування гімен може виглядати нормально
.

### Десакралізація гімену
З сексуальною революцією ХХ століття значення дошлюбного й позашлюбного сексу змінилося, а впровадження доступної контрацепції підштовхнуло ревізію стереотипів про жіночу сексуальність. Феміністки другої хвилі деконструювали суспільні наративи засудження жінок за сексуальну активність та досвід, які є схвалюваними для чоловіків: секс до шлюбу та поза ним, більша кількість сексуальних партнерів і партнерок, відкриті стосунки, проміскуїтет, увівши такі поняття, як слатшеймінг і контроль жіночої сексуальності.
З прогресом в області гендерної рівності та сексуальної освіти вплив традиційних або нав'язаних релігією гендерних стереотипів ослаблюється, зокрема, й щодо цілісності гімену.
Феміністичні мовні реформи в різних країнах змінюють лексику щодо цноти, яка закріплює шкідливі для жінок практики та стереотипи. Так, шведська Асоціація сексуальної освіти в рамках мовного планування щодо змін мізогінного підтексту в лексиконі висунула на зміну слову mödomshinna («дівоча пліва») слово slidkrans («вагінальна корона»). Нове слово складається з двох частин: slid, що значить «вагінальна», та krans — «корона». Воно позбавлене конотацій ідеології цноти і честі, наявних у mödomshinna.
Попри це, у менш демократичних суспільствах попит на цноту досі високий, завдяки чому сучасна пластична хірургія пропонує операції з відновлення гімену (гіменопластика).